# Illujanka
Illujanka (het. wąż) – w mitologii hetyckiej wąż, który walczy z bogiem burzy.
Według jednej z wersji mitu w pierwszym starciu Illujanka zwycięża boga, który prosi o pomoc boginię Inar. Inar zwraca się o pomoc do śmiertelnika Hupasiji, który w zamian za spędzoną z boginią noc krępuje Węża, gdy ten najadł się i upił uprzednio zwabiony przez Inar na ucztę. Przybywa bóg burzy i zabija Węża.
W drugiej wersji mitu Wąż pokonując boga burzy zabiera mu serce i oczy, które odzyskał dla niego syn. Następnie bóg burzy pokonuje Węża w nadmorskiej bitwie zabijając go i będącego z nim swojego syna (uprzednio ożenionego z córką Węża).
Mit walki z Illujanką znajduje analogie w wielu mitach gdzie wąż, smok, potwór jest przeciwnikiem bóstw czy bohaterów i zostaje pokonany - prawdopodobnie chodzi o symbol zła i suszy zwyciężanego przez bóstwo niebiańskie, odpowiedzialne za deszcze.